# 男生女相
『男生女相』 （ 英： Yang±Yin: Gender in Chinese Cinema ）は、1996年に製作された香港・イギリスのドキュメンタリー映画。
日本では、2000年（第9回）東京国際レズビアン&ゲイ映画祭(7月21日、8月5日)にて上映された。
また、2006年第2回関西 Queer Film Festival(7月23日)にて上映された。

## キャスト
- 張國榮（レスリー・チャン）
- 呉宇森（ジョン・ウー）
- 陳凱歌（チェン・カイコー）
- 侯孝賢（ホウ・シャオシェン）
- 李安（アン・リー）
- 蔡明亮（ツァイ・ミンリャン）

## 補足
「男生女相」は、「男として生まれてきたけれども女性の『相（要素）』を持っている」ということを意味する。